# Leo von Caprivi

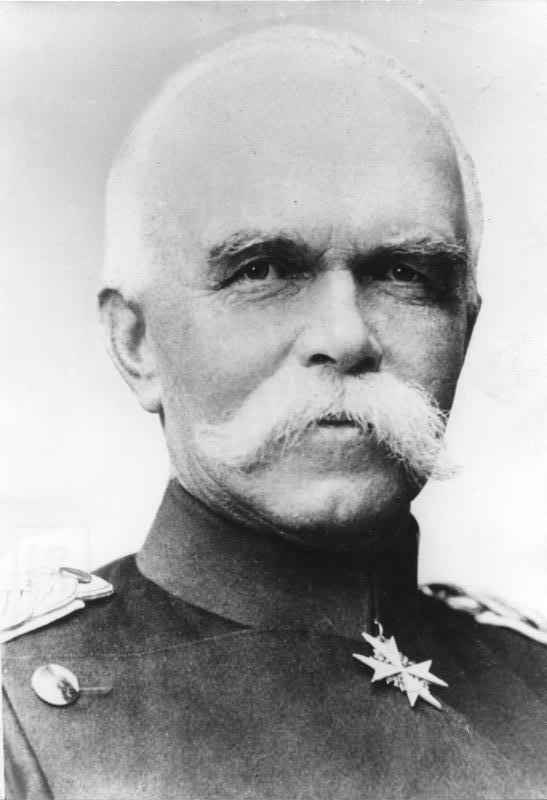
Leo von Caprivi (1880)

Georg Leo von Caprivi de Caprara de Montecuccoli, ab 1891 Graf von Caprivi de Caprara de Montecuccoli (* 24. Februar 1831 in Charlottenburg; † 6. Februar 1899 auf Gut Skyren bei Messow, Landkreis Crossen/Oder, Provinz Brandenburg), war ein preußischer Offizier und von 1890 bis 1894 Nachfolger Otto von Bismarcks als deutscher Reichskanzler. Seine Amtszeit war außenpolitisch von einer Annäherung an Großbritannien und einer offensiven Handelspolitik geprägt. Damit ging das Ende der bisherigen Schutzzollpolitik einher. Innenpolitisch war Caprivi der wichtigste Vertreter des „neuen Kurses“ mit dem Ziel, die unter Bismarck angefachten gesellschaftlichen Konflikte zu befrieden. Seine Außen- und seine Innenpolitik stießen bei Nationalisten und konservativen Agrariern auf heftige Ablehnung.

## Familie
Die namensgebenden Vorfahren Caprivis kamen aus der Krain. Erster nachweisbarer Ahnherr war ein Andreas Kopriva († um 1570). Im 17. Jahrhundert siedelte sich die Familie in Schlesien an und wurde wegen ihrer Verdienste in den Türkenkriegen 1653 in den Ritterstand des Heiligen Römischen Reiches sowie der österreichischen Erblande erhoben. Seit dem späten 17. Jahrhundert nannten sie sich von Caprivi. Zu den Vorfahren zählte der Historiker und Dichter Julius Leopold von Caprivi (1695–1768).
Caprivi war der älteste Sohn des preußischen Obertribunalrats und Kronsyndikus Leopold von Caprivi (1797–1865), Mitglied des Preußischen Herrenhauses, und der Emilie Köpke (1803–1871). Diese stammte aus einem bildungsbürgerlichen Haus. Ihr Vater war der Theologieprofessor und Leiter des Gymnasiums zum Grauen Kloster, Gustav Köpke.
Der Bruder Caprivis war der Generalleutnant Raimund von Caprivi. Sein Neffe Leo von Caprivi war Flügeladjutant Kaiser Wilhelm II. Er selbst blieb unverheiratet. Seine Herkunft unterschied sich von der übrigen preußischen Oberschicht dadurch, dass sie ihren Schwerpunkt nicht im Großgrundbesitz hatte. Caprivi selbst beschrieb sich später daher als „ohne Ar und Halm.“ Er war protestantischer Konfession.

## Militärische Karriere

### Aufstieg
Caprivi besuchte das Friedrichwerdersche Gymnasium in Berlin. Nach dem Abitur trat er 1849 in das Kaiser Franz Garde-Grenadier-Regiment Nr. 2 der preußischen Armee ein. Im Range eines Secondeleutnants besuchte er die Kriegsakademie. Als Hauptmann diente Caprivi seit 1860 in der Topographischen Abteilung des Großen Generalstabes. Als Mitglied des Stabes der 5. Division diente er während des Deutsch-Dänischen Krieges 1864, im Jahr 1865 wurde er Kompaniechef in einem Infanterieregiment. Während des Deutschen Krieges von 1866 wurde Caprivi als Major wieder Mitglied des Großen Generalstabes. Den Krieg machte er im Stab der 1. Armee unter Friedrich Karl Nikolaus von Preußen mit. Danach war er im Generalstab des Gardekorps, ehe er im Frühjahr 1870 zunächst übergangsweise zum Chef des Generalstabes des X. Armee-Korps ernannt wurde.

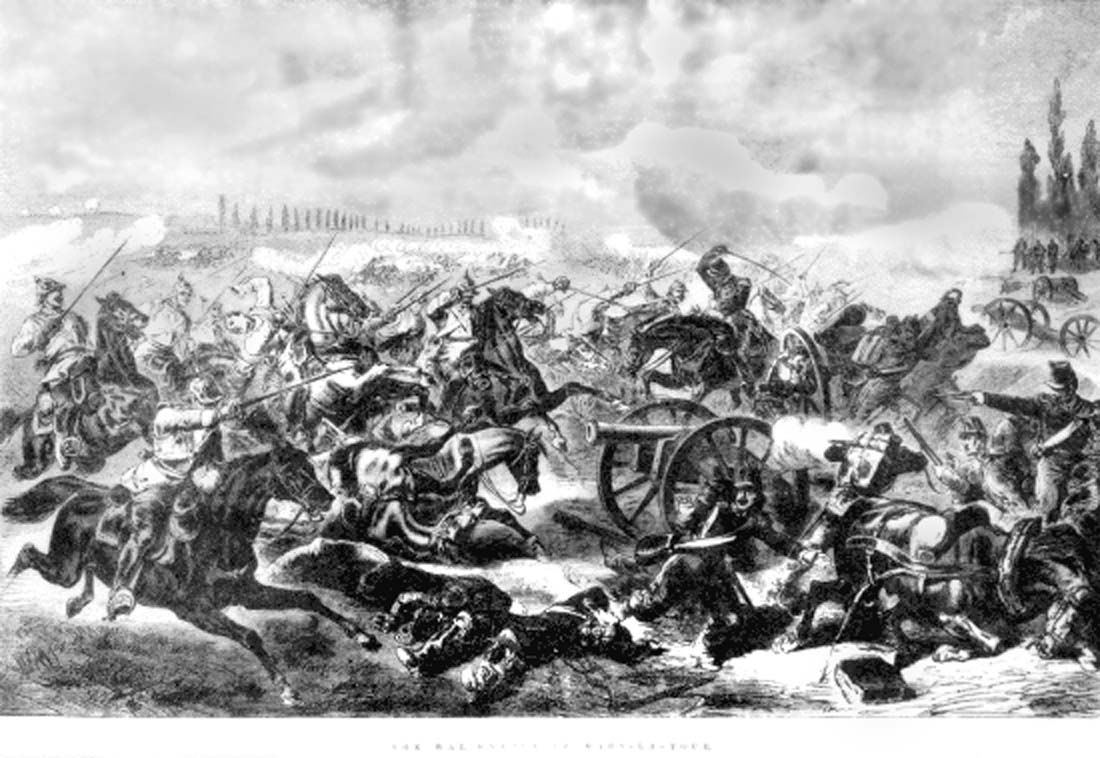
Zeitgenössisches Pressebild von der Schlacht von Mars-la-Tour

Caprivi, der inzwischen als einer der begabtesten Schüler Moltkes galt, wurde während des Deutsch-Französischen Krieges von 1870/71 als Generalstabschef des X. Armee-Korps im Range eines Oberstleutnants bestätigt.
Diese Personalentscheidung zugunsten des vergleichsweise jungen Caprivi erregte öffentliches Aufsehen. Während des Krieges erfüllte er die Erwartungen seiner Vorgesetzten und trug entscheidend zu Siegen bei, zum Beispiel in der Schlacht von Mars-la-Tour, bei der Belagerung von Metz und besonders in der Schlacht bei Beaune-la-Rolande. Für seine Verdienste erhielt er den Orden Pour le Mérite.

### Chef der Marine
Nach dem Krieg ging Caprivi zunächst als Abteilungsleiter ins preußische Kriegsministerium. Dort war er unter anderem mit einem Entwurf eines Kasernierungsgesetzes und mit der Einführung des Mausergewehres beschäftigt. Seit 1878 befehligte er im raschen Wechsel unterschiedliche Divisionen als Kommandeur.
Nach dem Rücktritt des Chefs der Kaiserlichen Admiralität Albrecht von Stosch wurde Caprivi 1883 im Range eines Vizeadmirals auf diesen Posten berufen. Laut einigen Autoren geschah dies gegen den ausdrücklichen Wunsch Otto von Bismarcks, der dem Heer einen seiner besten Offiziere nicht nehmen wollte. Thomas Nipperdey spricht dagegen von einer Abschiebung Caprivis zur Marine. 1884 wurde er in den Preußischen Staatsrat berufen.
Caprivi war anfangs von der Aufgabe nicht begeistert. Dennoch zeigte er Verwaltungstalent, reformierte die Marine und baute sie aus. Unter seiner Ägide wurde vor allem das Torpedobootwesen vorangetrieben. Gegenüber dem Reichstag vertrat er in zwei großen Denkschriften die Interessen der Flotte. Nach der Thronbesteigung Wilhelms II., der die Flottenpolitik zu seinem persönlichen Anliegen machte, kam es 1888 rasch zu Meinungsverschiedenheiten mit dem Kaiser. Wilhelm wollte Marineverwaltung und militärisches Kommando trennen, beides war bislang in der Admiralität vereint gewesen. Wichtiger noch war der grundsätzliche Kurswechsel. Caprivi vertrat eine traditionelle, kontinental ausgerichtete Militärdoktrin; die Flotte besaß für ihn eine rein defensive Aufgabe. Dagegen träumte Wilhelm von einer mit England konkurrierenden offensiven Hochseeflotte. Caprivi, der diese und andere Maßnahmen nicht mittragen wollte, trat von seinem Posten zurück, ohne letztlich den Weg zur Aufrüstung der Flotte aufhalten zu können.
Nach seinem Rücktritt als Marinechef wurde Caprivi 1888 Kommandierender General des X. Armee-Korps.

## Reichskanzlerschaft und Politik des „Neuen Kurses“

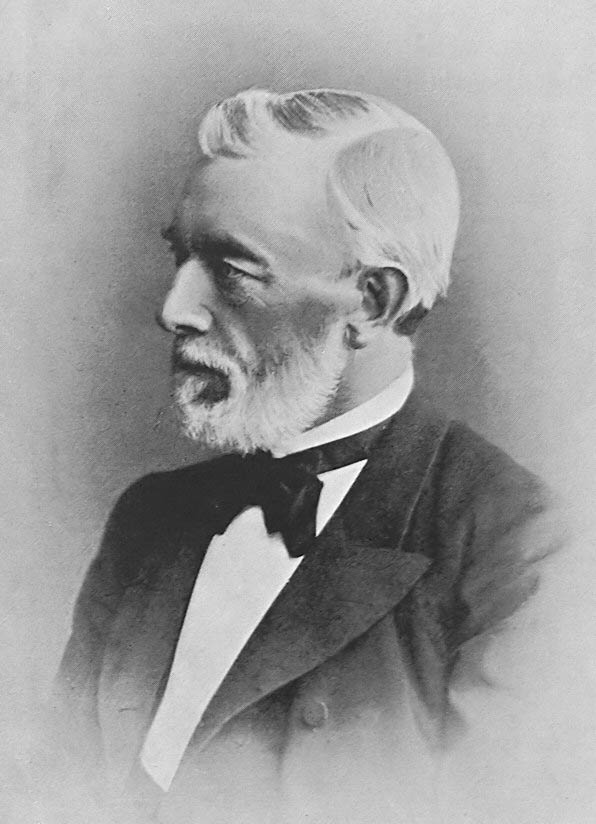
Johannes von Miquel hat die Politik in der Ära Caprivi stark mitgeprägt

Vor diesem Hintergrund kam nach der Entlassung Bismarcks im März 1890 die Berufung zum Reichskanzler (bis 1894) und preußischen Ministerpräsidenten (bis 1892) für Caprivi überraschend. Der Grund für die Ernennung war, dass Wilhelm II. in Caprivi zunächst einen Mann sah, der in seinen Streitpunkten mit Bismarck (Sozialistengesetz, Kulturkampf, Minderheitenfragen) seinen zunächst auf Versöhnung bedachten Kurs vertrat, dazu ein bewährter General war, der bei einer Zuspitzung der innenpolitischen Lage energisch durchgreifen würde. Nach seinem Amtsantritt hatte Caprivi dem Berliner Tageblatt geschrieben, Hauptaufgabe der Nachfolger Bismarcks sei, „die Nation nach der vorangegangenen Epoche großer Männer und Taten in ein Alltagsdasein zurückzuführen.“ Caprivi schlug auch einen in zahlreichen Initiativen eigenständigen politischen Weg ein. Diese Politik wurde bekannt unter dem von Wilhelm II. 1890 geprägten Begriff „Neuer Kurs“. Caprivis Anfangserfolge schienen die Einschätzung seitens des jungen Kaisers zu bestätigen.
Der US-amerikanische Historiker Robert K. Massie beschreibt ihn zum Zeitpunkt des Regierungsantritts:

„Caprivi, neunundfünfzig, war das Musterbeispiel eines preußischen Offiziers. Er führte ein spartanisches Leben, hatte nie geheiratet, rauchte nicht, hatte wenig enge Freunde und wenige Feinde. Er las Geschichte und sprach fließend Englisch und Französisch. Seine Bewegungen waren ruhig, sein Benehmen offen und freundlich, seine Ausdrucksweise verständig.“

Caprivi versprach zu Beginn seiner Regierung, „das Gute zu nehmen, von wo und durch wen es auch kommt, wenn es mit dem Staatswohl vereinbar ist.“ Wesentliche wirtschaftliche Züge seines Regierungsprogramms stammten allerdings dabei vom Führer der Nationalliberalen, Johannes von Miquel. Darin wurden in verschiedenen Bereichen, etwa in der Sozialpolitik, Reformen angekündigt. In den einzelnen Politikbereichen des preußischen Staatsministeriums waren Handelsminister Hans Hermann von Berlepsch, Innenminister Ernst Ludwig Herrfurth und Kriegsminister Hans von Kaltenborn-Stachau wichtige Mitgestalter. Auf Reichsebene kamen die Staatssekretäre Karl Heinrich von Boetticher und Adolf Marschall von Bieberstein hinzu (vgl. auch Kabinett Caprivi). Allerdings hatte die Politik des Ausgleichs klare Grenzen; die monarchische und staatliche Autorität sollte nicht eingeschränkt werden. Staatliche Einfluss- und Kontrollmöglichkeiten etwa im Rahmen des Vereinsrechts wurden nicht beseitigt, das Disziplinarrecht gegenüber Beamten wurde teilweise verschärft und mit Blick auf politische Prozesse bewusst konservative Richter ernannt. Nipperdey charakterisierte diese Politik als „aufgeklärten Beamten-Konservatismus“.
Um seine politische Agenda durchsetzen zu können, war Caprivi, wie schon Bismarck zuvor, auf die Zustimmung des Reichstags angewiesen. Neu war jedoch, dass der Kaiser direkten politischen Einfluss ausüben wollte. Dessen wechselnde Positionen und seine absolutistisch anmutenden Ansprüche wurden seit der Amtszeit Caprivis zu einem bestimmenden politischen Faktor. Nicht zu unterschätzen war auch die Opposition des enttäuschten Bismarck. Ein weiteres Problem Caprivis war das Verhältnis zwischen dem Reich und Preußen. Der Führungsstil Caprivis war im Gegensatz zu jenem Bismarcks innerhalb des preußischen Staatsministeriums kollegial geprägt. Bereits in seiner Antrittsrede im preußischen Abgeordnetenhaus kündigte er diese Veränderung an. Anders als sein Vorgänger verlangte er nie bei einem Immediatsbericht eines Ministers beim Kaiser anwesend zu sein. Dies führte aber dazu, dass sich politische Richtlinienansprüche nur schwer umsetzen ließen. In Preußen konnte so Finanzminister Miquel über sein Ressort hinausgreifend an Einfluss gewinnen.

### Außenpolitik

#### Nichtverlängerung des Rückversicherungsvertrages
Obwohl selbst Militär, war Krieg für Caprivi keine politische Option. Daher lehnte er Präventivkriegsforderungen ab, wie sie etwa Alfred von Waldersee in Form eines Bündnisses zwischen Österreich-Ungarn und Deutschland gegen Russland vertrat. Dennoch fiel in seine Amtszeit mit der Nichtverlängerung des Rückversicherungsvertrags mit Russland eine folgenreiche Verschlechterung des Verhältnisses zum Zarenreich. Dieser Schritt wurde in Übereinstimmung mit dem zuständigen Außenministerium vollzogen. Letztlich konnte auch Wilhelm II. sich den vorgetragenen Argumenten nicht mehr verschließen. Vor allem die Entscheidung bezüglich des Rückversicherungsvertrags führte – sobald dieser Geheimvertrag erst bekannt geworden war – zu scharfer Kritik von Seiten überzeugter Anhänger Bismarcks. In der Presse wurde Caprivi daraufhin als außenpolitischer Dilettant angegriffen. Die weitergehende These, Caprivi habe so die Einkreisung des Reiches verursacht, die letztlich zum Zweifrontenkrieg im Ersten Weltkrieg geführt habe, wurde auch von der Geschichtswissenschaft später nicht selten geteilt. Allerdings waren schon in der Endphase Bismarcks die Beziehungen zu Russland schlechter geworden und wurden zusätzlich durch einen regelrechten Handelskrieg um russische Getreideexporte verschärft. Zugleich gab es starke Kräfte innerhalb der russischen Politik, die bereits gegen Ende der 1880er Jahre auf eine Hinwendung zu Frankreich drängten. Auch eine Erneuerung des Rückversicherungsvertrages hätte dies wohl nicht unterbinden können. Insofern bedeutete die Nichtverlängerung nicht den Anfang der Krise der deutsch-russischen Beziehungen; die Folgen waren allerdings erheblich. Tatsächlich kam es 1893/1894 zum Bündnis Russlands mit Frankreich. Deutschland war damit noch enger an Österreich-Ungarn gebunden. Insgesamt trug die Entscheidung zur Bildung konkurrierender Blöcke in Europa bei.

#### Kolonialpolitik

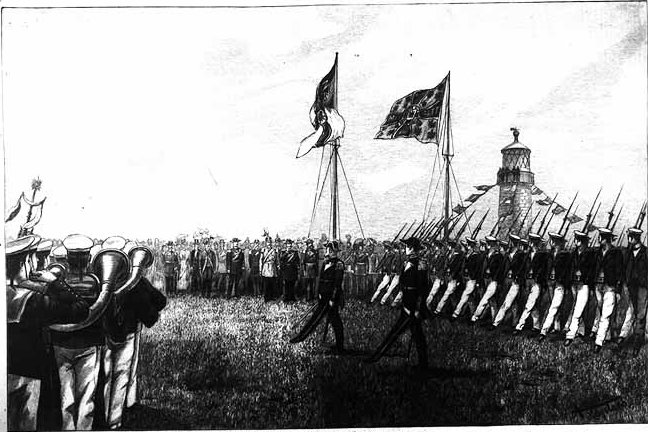
Parade zur Inbesitznahme von Helgoland

Caprivi setzte statt des Rückversicherungsvertrages auf den Dreibund mit Österreich-Ungarn und Italien. Diesen versuchte er durch gute Beziehungen mit Großbritannien zu ergänzen. Im noch von Bismarck vorbereiteten Vertrag zwischen Deutschland und England über die Kolonien und Helgoland („Sansibar-Vertrag“) erhielt Deutschland die Insel Helgoland und den nach dem amtierenden Kanzler benannten Caprivizipfel, während es den Schutzvertrag mit Witu sowie Ansprüche auf Sansibar beendete. Mit dem Erwerb Helgolands verband sich das strategische Ziel, die deutsche Nordseeküste zu sichern. Ebenso wichtig war der Vertrag aber auch als Signal an Großbritannien, dass Deutschland dessen Stellung als überragende Kolonialmacht nicht in Frage stellen werde. Caprivi hoffte, der Vertrag würde den Beginn einer Annäherung beider Staaten markieren, an deren Ende ein Bündnis stehen könnte. Diese Hoffnungen erfüllten sich freilich nicht. Dabei spielten auch Meinungs- und Interessenunterschiede in Bezug auf das Osmanische Reich eine Rolle.
Zugeständnisse in der Kolonialfrage fielen Caprivi auch deswegen leicht, weil nach seiner Einschätzung die deutschen Kräfte im Kriegsfall ohnehin nicht ausreichen würden, um ein ausgedehntes Kolonialreich gegen Großbritannien militärisch zu verteidigen. Hinzu kam, dass er kein Anhänger einer kolonialen Expansion war.
Die Herrschaft innerhalb der bestehenden Kolonien wurde jedoch ausgedehnt, z. B. in Deutsch-Ostafrika auf die Königreiche Burundi und Ruanda. Im Bafut- und Hehe-Krieg stieß Deutschland 1891 jedoch auch auf hartnäckigen Widerstand unter Volksgruppen des Hinterlandes von Kamerun bzw. Ostafrika.

#### Handelspolitik
Caprivi führte eine offensive Handelspolitik: „Entweder wir exportieren Waren, oder wir exportieren Menschen.“ Ohne eine leistungsfähige Industrie konnte seiner Ansicht nach der deutsche Großmachtanspruch nicht dauerhaft aufrechterhalten werden. Die wirtschaftliche Depression schlug Mitte der 1890er Jahre in einen Aufschwung um. Dabei verlor die Landwirtschaft im Deutschen Reich an Gewicht, während ein System von internationalen Handelsverträgen die industrielle Entwicklung förderte. Gleichzeitig wurden Zollbarrieren abgebaut. Indem die Großgrundbesitzer die Schutzzölle auf ausländisches Getreide verloren, wurden sie einem größeren Innovationsdruck ausgesetzt.
Die Handelspolitik war für Caprivi auch ein Mittel der allgemeinen Außenpolitik, er versuchte andere Länder durch Handelsverträge politisch an das Deutsche Reich zu binden. Ein eng verflochtenes „Wirtschaftsgebiet mit 130 Millionen Menschen“ sollte eine Barriere gegen mögliche Kriege bilden. Dabei hatte er auch den Aufstieg der Vereinigten Staaten und anderer außereuropäischer Staaten im Blick. Langfristige Handelsverträge wurden außer mit Österreich-Ungarn auch mit Italien, der Schweiz und Belgien abgeschlossen. Hinzu kamen Vereinbarungen mit Serbien, Rumänien und Spanien.
Insgesamt bedeutete dies ein Ende der Schutzzollpolitik der späten Bismarckzeit, allerdings blieb das Reich weit von der früheren Freihandelspolitik entfernt. Damit hatte Caprivi die Mehrheit des Reichstages hinter sich, und der Kaiser erhob ihn in diesem Zusammenhang in den Grafenstand. Die allgemeine Zustimmung legte sich aber rasch, als Caprivi auch den Handelskrieg mit Russland beendete. Dadurch konnten nicht nur deutsche Industriegüter exportiert, sondern auch in begrenztem Umfang wieder Getreide nach Deutschland importiert werden. Dies verbesserte die angeschlagenen Beziehungen zu Russland zwar deutlich, innenpolitisch brachte dies Caprivi aber den Widerstand der Agrarier ein.

### Innenpolitik

#### Politik des Ausgleichs

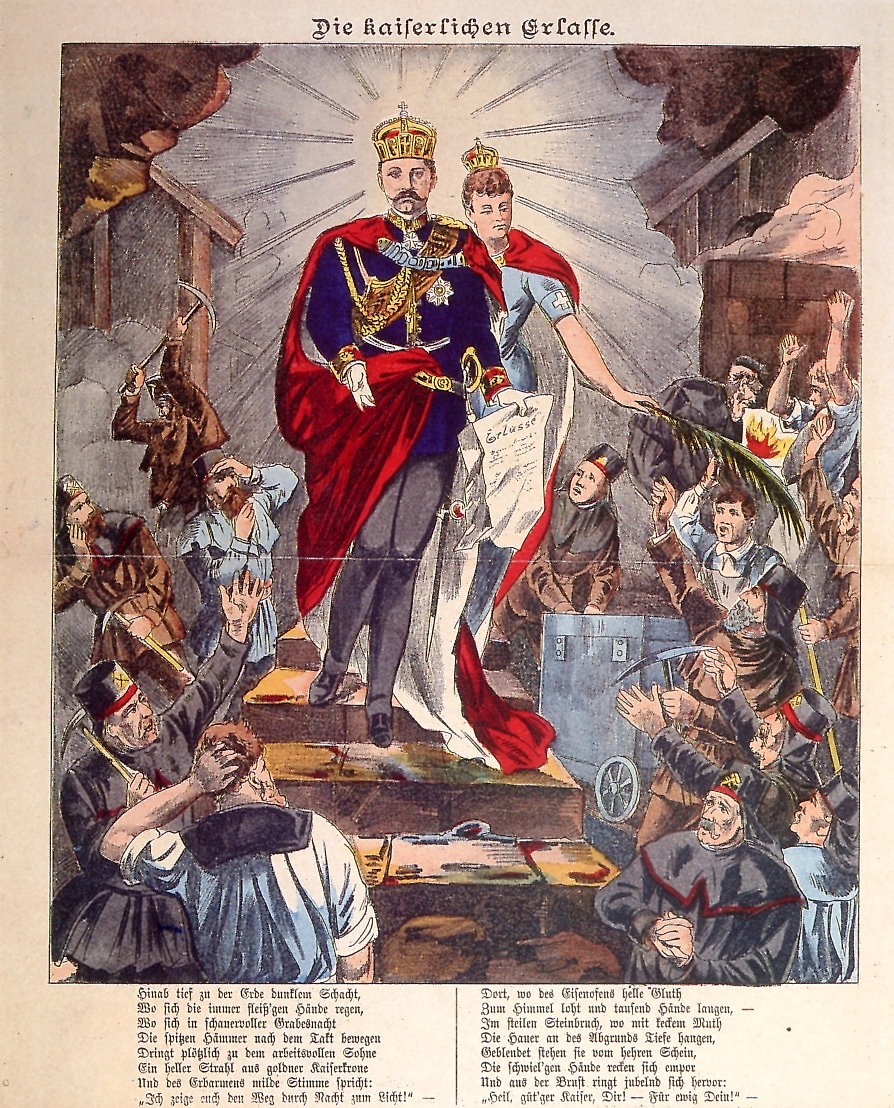
„Die Februarerlasse“. Idealisierte Darstellung Wilhelms II. und des Anspruchs auf ein „soziales Kaisertum“ (Neuruppiner Bilderbogen von 1890)

Caprivi sah den Staat als monarchisch-sozialen Obrigkeitsstaat, basierend auf christlichen Traditionen. Er versuchte, zum Ausgleich der inneren Gegensätze alle politischen Parteien einzubeziehen.

„Die Regierung kann niederhalten, niederschlagen, damit ist die Sache aber nicht gemacht, die Schäden müssen von innen heraus geheilt werden. … Dazu gehört, dass man das Wohlbefinden im Staat, das sich heimisch fühlen, die Teilnahme mit Kopf und Herz an den Aufgaben des Staates in weitere Kreise getragen wird.“

Dies wurde im Reichstag und der Öffentlichkeit begrüßt. Caprivi sah sich als eine Art Vermittler zwischen Krone und Reichstag. Er konnte sich allerdings nicht auf eine starke Partei im Reichstag stützen und musste sich nicht selten wechselnde Mehrheiten suchen. Dennoch gab es anfangs reelle Aussichten auf Erfolg seiner Ausgleichspolitik.
Er versuchte nicht nur, die bürgerlichen liberalen und die konservativen Kräfte für sich zu gewinnen, sondern suchte durch Zugeständnisse auch eine Zusammenarbeit mit Vertretern der Polen und aus der 1866 annektierten Provinz Hannover im Reichstag. Die Auflösung des Welfenfonds verringerte die Spannung mit den welfischen Loyalisten. In Hinblick auf die polnische Bevölkerung glaubte Caprivi, im Falle eines Konflikts mit Russland auf diese angewiesen zu sein, außerdem benötigte er die Stimmen ihrer Reichstagsmitglieder. Es gab Lockerungen in der Schulsprachenfrage, die Arbeit der polnischen Genossenschaftsbanken wurde erleichtert und ein polnischer Erzbischof für Posen und Gnesen ermöglicht. Allerdings hatte dies insbesondere nach dem Rücktritt Caprivis keine dauerhaften Folgen.
Wichtiger noch war, dass er auch auf das Zentrum und die Sozialdemokraten zuging. Mit der Entschädigung der katholischen Kirche für während des Kulturkampfs eingefrorene staatliche Gelder versuchte er das vom Zentrum vertretene katholische Lager für sich zu gewinnen. Durch den Verzicht auf eine Erneuerung des Sozialistengesetzes sowie die Ankündigung von Reformen beim preußischen Dreiklassenwahlrecht kam er der SPD entgegen. Allerdings hatte dies enge Grenzen: Verwaltung, Polizei und Justiz bekämpften auch ohne besonderes Gesetz die Sozialdemokraten.

#### Sozialpolitik und Steuerreform
Am Anfang der Reformen stand angesichts der Sozialen Frage die Sozialpolitik. Diese wurde anfangs noch ganz von Wilhelm II. und dessen Idee eines „sozialen Kaisertums“ mitgetragen. Durch sozialpolitische Maßnahmen versuchte Caprivi zudem, die angenommene „revolutionäre Bedrohung“ durch die Sozialdemokratie zu neutralisieren. Diese Politik hatte anfangs die ausdrückliche Unterstützung durch Wilhelm II. Vor allem der preußische Handelsminister Hans Hermann von Berlepsch trieb die Reformen voran. Unter anderem wurde die Sonntagsarbeit verboten, ebenso die Arbeit von Kindern, die die Schulzeit noch nicht beendet hatten (was frühestens mit 14 Jahren der Fall war), in Fabriken; die Arbeitszeit von Jugendlichen und von Frauen wurde beschränkt. Hinzu kam die Einrichtung von Arbeitsordnungen und Gewerbegerichten zur Schlichtung arbeitsrechtlicher Konflikte zwischen Arbeitern und Unternehmern. Dabei wurde ausdrücklich auch die Beteiligung von Sozialdemokraten akzeptiert. Auch eine Novelle des preußischen Berggesetzes wurde auf den Weg gebracht und der Arbeiterwohnungsbau gefördert. Allerdings kam die Sozialpolitik bereits in der Endphase der Regierung Caprivi wieder zum Stillstand.
Mit der Miquelschen Steuerreform wurde eine progressive Einkommensteuer eingeführt, die vor allem den geringer Verdienenden entgegenkam. Allerdings profitierte auch der Grundbesitz davon. Im Zusammenhang mit der Steuerreform wurde auch eine neue Landgemeindeordnung vom Parlament beschlossen. Dadurch erhielten erstmals 200.000 bislang von der politischen Partizipation ausgeschlossene Personen das Wahlrecht. Dem konservativen Lager gelang es erfolgreich, die Reform so zu verwässern, dass nur eine Minderheit der Gutsbezirke davon betroffen wurde. Auch der Versuch, das preußische Dreiklassenwahlrecht zu verändern, scheiterte an den traditionellen Machteliten. Sie erzwangen auch den Rücktritt von Innenminister Ernst Ludwig Herrfurth. Dessen Nachfolger wurde der konservative Botho zu Eulenburg.

### Widerstand gegen Caprivis Politik

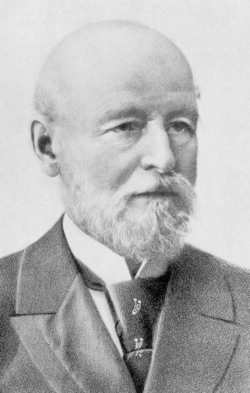
Botho zu Eulenburg trug zu Caprivis Ende als Reichskanzler maßgeblich bei und wurde sein Nachfolger als preußischer Ministerpräsident

Die Politik des Ausgleichs, vor allem aber seine Außen- und Handelspolitik, führten zu einem breiten Widerstand gegen Caprivi.

#### Opposition von Rechts
Eine wichtige Rolle spielte dabei Otto von Bismarck, der die positiven Äußerungen über Caprivi von Seiten der „Umsturzparteien“ zum Anlass nahm, um öffentlich gegen die „linke Politik“ seines Nachfolgers zu Felde zu ziehen. Verstärkt wurde Bismarcks Haltung durch ungeschicktes Agieren Caprivis, der ein geplantes Treffen des ehemaligen Kanzlers mit Kaiser Franz Joseph verhindert hatte. Der am Ende seiner Regierungszeit unpopuläre Bismarck gewann erneut an Ansehen und wurde eines der Zentren einer rechten Opposition.
Nach dem Abschluss des Sansibar-Vertrages warfen die Kolonialbefürworter Caprivi den Ausverkauf deutscher Interessen vor. Selbst Bismarck, der ebenfalls nur bedingt Anhänger der überseeischen Expansion war, beteiligte sich daran mit scharfer Kritik.
Nicht zuletzt gegen die zurückhaltende Kolonialpolitik formierte sich mit dem Alldeutschen Verband eine rechte Massenorganisation. Mit seiner Handelspolitik machte sich Caprivi insbesondere in den konservativen Landwirtschaftskreisen Gegner. Es kam zu massiven Protesten, an denen sich vor allem die Großgrundbesitzer beteiligten.

„Wir müssen schreien, dass es bis an die Stufen des Thrones vernommen wird! … Ich schlage nicht mehr oder weniger vor, als dass wir unter die Sozialdemokraten gehen und ernstlich gegen die Regierung Front machen, ihr zeigen, dass wir nicht gewillt sind, uns weiter so schlecht behandeln zu lassen, wie bisher, und sie unsere Macht spüren lassen.“

Dieser Aufruf von 1893 gehört zur unmittelbaren Vorgeschichte der Gründung des Bundes der Landwirte.
Die konservative Kreuzzeitung sprach am 20. Dezember 1893 von einer „unüberbrückbaren Kluft zwischen dem Kanzler und den Konservativen.“ In der deutschkonservativen Partei führte die Kritik insbesondere an der Landgemeindeordnung, dem österreichischen Handelsvertrag von 1891 und das Scheitern einer Schulreform auf konfessioneller Grundlage zum Sturz der bisherigen regierungsfreundlichen Führung. Stattdessen setzten sich auf dem Tivoliparteitag von 1892 Anhänger von Adolf Stoecker und damit die Antisemiten durch.

#### Konflikt um das Schulgesetz und Rücktritt in Preußen
Aus ganz anderen Gründen rief Caprivi Kritik von Seiten der von ihm umworbenen Nationalliberalen, Freisinnigen und Freikonservativen hervor. Grund war das von ihm vorgelegte preußische Volksschulgesetz, das im Kern auf einer konfessionellen Grundlage beruhte. Ziel war es, damit das Zentrum und die Konservativen einzubinden. Nach der Vorlage des Gesetzentwurfs kam es im bürgerlich-liberalen bis gemäßigt konservativen Lager zu einem unerwartet starken Sturm der Entrüstung. Wilhelm II. rückte von dem Gesetz ab. Nachdem 1892 der Kultusminister Robert von Zedlitz-Trützschler zurückgetreten war, bot auch Caprivi seinen Rücktritt an. Tatsächlich verlor er das Amt des preußischen Ministerpräsidenten im März 1892 an Botho zu Eulenburg. Er blieb aber Reichskanzler, dennoch hatte er eine zentrale Machtbasis verloren. Seither gab es mit der Reichsleitung und dem preußischen Staatsministerium zwei konkurrierende und einander teilweise blockierende Machtzentren. Der Gegensatz zwischen Caprivi und Eulenburg führte ungewollt zur Stärkung des persönlichen Regiments des Kaisers, und Caprivi büßte einen Teil seines Vertrauens bei Wilhelm II. ein.

#### Streit um die Militärvorlage
Teilweise überlagert wurde die Krise durch den Streit um eine neue Militärvorlage. Tatsächlich gelang es Caprivi, die neue Heeresvorlage durchzusetzen. Diese beinhaltete neben einer Erhöhung der Heeresstärke die Herabsetzung des Wehrdienstes von drei auf zwei Jahre. Die Verkürzung der Wehrpflicht stieß zum einen auf erhebliche Kritik von Seiten einiger traditionell eingestellter Militärs in der Umgebung des Kaisers. Zum anderen übte der Kaiser im Hinblick auf die Herabsetzung der Dauer des Wehrdienstes auch selbst harsche Kritik, da sich sein Großvater Wilhelm I. bereits in den sechziger Jahren mit nicht unerheblichem persönlichen Einsatz und der Unterstützung Bismarcks für die Rückkehr zur dreijährigen Wehrdienstdauer eingesetzt hatte. Einige Modernisierer im Militär wiederum begrüßten diese Maßnahme, weil sie die Zahl der Reservisten erhöhte. Im Militär verlor Caprivi insgesamt an Unterstützung. Wilhelm II. setzte dem anfänglich Widerstand entgegen, ließ sich aber schließlich vom Kanzler überzeugen. Im Reichstag scheiterte er damit zunächst. Die Folge war die Auflösung und die vorgezogene Reichstagswahl von 1893. Der neue Reichstag nahm eine im Wesentlichen den Intentionen Caprivis entsprechende neue Vorlage an. Nicht zuletzt an der Militärfrage zerbrach der Linksliberalismus. Während Eugen Richter und seine Freisinnige Volkspartei den Plan strikt ablehnten, suchte die Freisinnige Vereinigung eine Verständigung mit Caprivi. Das Zentrum, anfangs bereit, Caprivi zu unterstützen, ging wegen des Scheiterns der Schulpläne und aus Kritik an der Heeresvorlage auf Distanz.

### Sturz

Leo von Caprivi

Caprivis Stellung war 1893 aus verschiedenen Gründen geschwächt. Im Reichstag gab es keine stabile Mehrheit, Preußen war zu einem eigenständigen Machtzentrum geworden, in der Öffentlichkeit heizten vor allem die Kritiker von Rechts die Stimmung gegen den Kanzler immer mehr an und auch der Kaiser rückte von seinem Kanzler ab.
Das unmittelbare Ende der Reichskanzlerschaft Caprivis löste die Haltung zur Sozialdemokratie aus. Der Kaiser hatte sich unter dem Einfluss von Carl Ferdinand von Stumm-Halberg längst von seinem anfänglichen sozialpolitischen Kurs entfernt und forderte ein Gesetz gegen die „Umsturzparteien“.
Eulenburg kündigte daraufhin ein Reichsgesetz gegen „revolutionäre Tendenzen“ an. Es war klar, dass der Reichstag dem Gesetz nicht zustimmen würde. Die Folge wären dessen Auflösung und Neuwahlen gewesen. Abzusehen war ferner, dass auch ein neuer Reichstag das Gesetz ablehnen würde. Danach sollte ein neues Wahlgesetz erlassen werden, das die gewünschte Mehrheit sicherstellte. Dies war ein Staatsstreichplan von oben. Ganz nebenbei würde man so auch Caprivi loswerden, der ein Sondergesetz ähnlich dem Sozialistengesetz nicht mittragen würde. Wilhelm II. machte sich die Forderung nach einem Kampf gegen die „Umsturzparteien“ zu Eigen. Caprivi stellte sich dem entgegen und bot seinen Rücktritt an. Der Kaiser versuchte zunächst, ihn zu halten und wandte sich gegen Eulenburg. Dieser aber schaffte es, Wilhelm II. zu überzeugen, dass Caprivi hinter bestimmten Veröffentlichungen über Gespräche zwischen Kanzler und Kaiser stecke. Die Folge war, dass Wilhelm II. am 26. Oktober 1894 sowohl Caprivi als auch Eulenburg entließ.
Chlodwig zu Hohenlohe-Schillingsfürst wurde am 29. Oktober 1894 Reichskanzler und preußischer Ministerpräsident.
Caprivi verbrannte am Abend seines Rücktritts seine privaten Papiere, reiste am nächsten Tag nach Montreux, wo er sich für Monate von der Öffentlichkeit fernhielt. Er zog sich nach dem Ende seiner Kanzlerschaft gänzlich aus der Politik zurück, lebte bei seinem Neffen in der Nähe von Crossen und weigerte sich, über alle Fragen seiner Amtszeit zu reden oder zu schreiben, denn das könne nur Schaden anrichten.

## Zeitgenössische Beurteilung und Historiographie

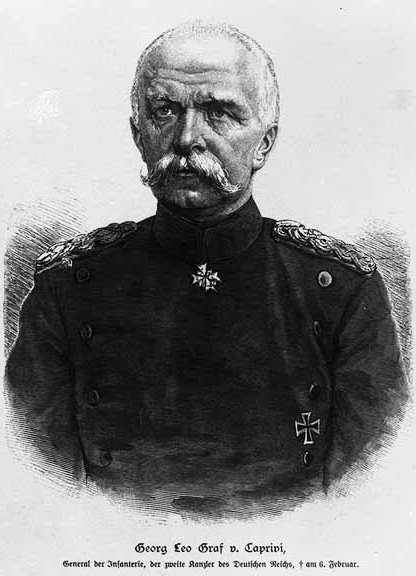
Leo von Caprivi

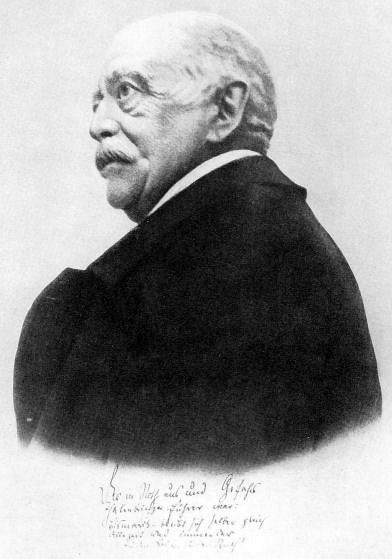
Otto von Bismarck hat das Bild Caprivis maßgeblich mitgeprägt

Die Zeitgenossen beurteilten Caprivi unterschiedlich. Der sozialdemokratische Historiker Franz Mehring schrieb in der Neuen Zeit im Rückblick: Caprivi habe „die ärgsten Auswüchse der schmutzigen Korruption beseitigt, die unter Bismarck die deutschen Zustände durchdrungen hatte. … So lange die Gesellschaft besteht, wird sie keinen besseren Reichskanzler mehr liefern, als Caprivi war.“ Auch Karl Bachem, der Experte für die Geschichte der Zentrumspartei, beurteilte Caprivi positiv.
Otto von Bismarck hatte Caprivi anfangs ausdrücklich gelobt: Dieser „habe einen klaren Kopf, ein gutes Herz, eine großmütige Natur und eine große Arbeitskraft. Alles in allem ein Mann ersten Ranges.“ Bald aber wurde der Altkanzler zu Caprivis schärfstem Kritiker. Ihm und seinen Anhängern gelang es, Caprivi mit einer entsprechenden Propaganda zu einem „politischen Zwerg“ zu machen und ihm dauerhaft zu schaden. Der Vertraute Wilhelms II., Philipp zu Eulenburg, charakterisierte Caprivi spöttisch als eine „Mischung aus Unteroffizier und Rechnungsrat.“
In Großbritannien genoss Caprivi im Gegensatz zu allen seinen Nachfolgern als Reichskanzler ein hohes Ansehen.
An das Urteil Bismarcks anknüpfend wurde die Nichtverlängerung des Rückversicherungsvertrages mit Russland lange Zeit negativ bewertet. Die Nichtverlängerung erschien als eine katastrophale Abkehr von den Prinzipien der bismarckschen Politik. Caprivi wurde von den Historikern lange als arbeitsamer, ehrlicher, aber etwas beschränkter General beschrieben, der für die Nachfolge des genialen Reichsgründers nicht geschaffen gewesen sei. Als Beleg für die Unfähigkeit Caprivis in der Außenpolitik werden in diesem Zusammenhang gerne die in den 1920er Jahren publizierten Erinnerungen von General von Schweidnitz zitiert, der unter Caprivi Botschafter in Russland war.

„Bescheiden, ehrlich und ernst erklärte er mir, dass die größte Schwierigkeit, vor der er jetzt stehe, die Frage wegen der Erneuerung des russischen Vertrages sei, denn er könne nicht wie Fürst Bismarck, nach dem bekannten Gleichnis Wilhelm I., als Jongleur mit fünf Glaskugeln spielen, er könne nur zwei Glaskugeln gleichzeitig halten.“

Dieses Bild wurde in den letzten Jahrzehnten etwas differenziert. Die Nichtverlängerung des Rückversicherungsvertrages wird von der Forschung nicht mehr als katastrophale Fehlentscheidung angesehen, zumal der Rückversicherungsvertrag nicht mehr als ein politisches Meisterstück, sondern als Notbehelf beurteilt wird.
Erst allmählich kam es auch zu einer differenzierten Darstellung Caprivis. Heinrich Otto Meisner charakterisierte ihn als zwar der Rede mächtig, doch sei er kein Meister der Überredung – bei aller Verhandlungsbereitschaft unhöfisch bis zur Unhöflichkeit im Gespräch mit der Kaiserin. Er sei kein politischer General und auch als Kanzler im Waffenrock,
nur ein Politiker von begrenztem Geschick und Instinkt gewesen. Caprivi war danach eine gewissenhafte Persönlichkeit, die überzeugen und überzeugt sein wollte, die durch zähen Fleiß und mühsames Studium sich aneignete, was anderen zuflog. Gegenüber der Geringschätzung früherer Jahrzehnte zeichnete Golo Mann am Ende der 1950er Jahre ein fast gegenteiliges Bild von Caprivi. Danach besaß dieser einen klaren und eigensinnigen Kopf. Er war unvoreingenommen und unbestechlich. „In der Reihe der deutschen Kanzler zwischen 1890 und 1918 war er der beste.“ Danach wollte er nur das Rechte tun – aber er war politisch unerfahren. Er rechnete auf die Unterstützung der Guten, ihm war aber nicht klar, dass in der Politik die wenigsten Leute „gut“ sind, noch gut sein können. Die heutige Forschung urteilt etwas nüchterner, aber der Person Caprivi werden durchaus eigene Leistungen zuerkannt. Klaus Rüdiger Metze meint, dass es Caprivis Verdienst war, nicht nur den Wandel Deutschlands vom Agrar- zum Industriestaat zu erkennen, sondern dies mit seiner Sozial- und Handelsgesetzgebung mitgestaltet zu haben. Er habe die Fähigkeit zu Kompromissen und zur Selbstkritik besessen. Hinzu kam eine große Zähigkeit bei der Umsetzung seiner Ziele. Dass seine liberal-konservative Reformpolitik letztlich gescheitert sei, habe vor allem mit seinem diplomatischen Unvermögen im Umgang mit seinen innenpolitischen Kontrahenten zu tun.
Auch nach Heinrich August Winklers Urteil waren Caprivi und seine Mitarbeiter in den Reichsämtern von einem ernsthaften Reformwillen durchdrungen. Aber Caprivi unterliefen immer wieder „grobe Fehler“ etwa in der Schulgesetzgebung und der Heeresvorlage. Nipperdey argumentierte, Caprivis Neuer Kurs sei ein aussichtsreicher und hoffnungsvoller Versuch für eine systemimmanente, aber doch offene Neuorientierung der Reichspolitik gewesen. Gescheitert sei er einmal an der Parteienkonstellation, dem Widerstand der Interessengruppen, den Spannungen zwischen Preußen und dem Reich, der Überlegenheit des feudalen agrarischen Konservativismus und der halbabsolutistischen Militärmonarchie gegenüber seinem bürokratisch-rationalen Reformkonservativismus. Letztlich sei er jedoch an der Sprunghaftigkeit des Kaisers und dessen Anspruch auf ein persönliches Regiment gescheitert. Hans-Ulrich Wehler urteilte, dass Caprivi mit seinem Maximalprogramm des Neuen Kurses zwar eine scharfe Abkehr von der Politik Bismarcks vorgenommen habe, die Probleme aber ohne festen politischen Rückhalt unlösbar gewesen seien.

## Schriften
- Rudolf Arndt (Hrsg.): Die Reden des Grafen von Caprivi im Deutschen Reichstage, Preußischen Landtage und bei besonderen Anlässen. 1883-1893. Mit der Biographie und dem Bildnis. Ernst Hofmann & Co., Berlin 1894 (Digitalisat); Nachdruck (= Deutsches Reich – Reichskanzler Band II/I) Severus, Hamburg 2011, ISBN 978-3-86347-147-7.
- M. Schneidewin (Hrsg.): Briefe. In: Deutsche Revue. Eine Monatsschrift. Jahrgang 47/2, Deutsche Verlagsanstalt, Stuttgart 1922, S. 199 f. Auszug, In: Google Books.

## Trivia
- Caprivizipfel